# 爱情公寓 (第一季)
中国大陆的都市情景喜剧《爱情公寓》第一季由上海电影（集团）公司、上海电影制片厂摄制，于2009年8月5日在江西卫视首播。

## 主要剧情
留学归国的陆展博在巴士上巧遇从家中逃出的银行千金林宛瑜，并和她一起去非血緣姐姐胡一菲和电台主持人曾小贤主持的婚礼。陈美嘉在人家的婚礼上巧遇多年前的老情人吕子乔，為享用情侶優惠，以情侶身份入住愛情公寓。於是，六人在机缘巧合之下住进了爱情公寓。加上从日本来的失意漫画作家关谷神奇，一幕幕笑料马上上演。

## 演員列表

### 演员表
| 角色       | 演员   | 介绍 |
| 曾小贤     | 陈赫   | 电台节目“你的月亮我的心”的主持人，爱情公寓下属公寓住户委员会副主席，本科毕业。人称曾老师或曾哥，曾被误认为是毕福剑。喜欢胡一菲。           |
| 胡一菲     | 娄艺潇 | 陆展博的非血缘姐姐，大学思政辅导员，爱情公寓里唯一的博士。                                                                                 |
| 吕子乔     | 孫藝洲 | 自由职业者，游手好闲的花花公子，喜欢泡妞，自称吕小布，喜欢陈美嘉。                                                                         |
| 关谷神奇     | 王传君 | 漫画家，“爱情三脚猫”的作者，日本横滨人，持工作签证在上海为一出版社工作。被吕子乔和陈美嘉从爱森公寓骗来分摊房租，父亲关谷健次郎为料理专家。 |
| 陈美嘉     | 李金铭 | 兼职打工者，吕子乔的前女友兼合租伙伴，花痴形象。                                                                                           |
| 陆展博     | 金世佳 | 胡一菲的非血缘弟弟，网站程序员，从美国留学归来。变形金刚的疯狂粉丝。喜欢林宛瑜。                                                           |
| 林宛瑜     | 赵霁   | 时尚编辑，美国林氏国际银行董事长千金。 |
| 杜俊       | 杜俊   | 除了在第一集中客串交警，其余是關谷神奇的大師兄，外號「浪里小白龍」，是一個家有三歲小孩的單身爸爸                                             |
| 王铁柱     |        | 新郎，曾经是曾小贤的室友。结婚后搬出公寓，与妻子为“爱情公寓”命名。                                                                         |
| 田二妞     |        | 新娘，胡一菲的高中同学。结婚后搬出公寓，与丈夫为“爱情公寓”命名。                                                                           |
| Lisa榕     | 榕榕   | 电视台及电台节目制作人，曾小贤的上司，喜歡呂小布(呂子喬)                                                                                   |
| 展博的姑姑 | 杨志英 | 展博的亲姑姑，患有精神病并入住在精神病院                                                                                                   |
| 莫小雪     | 刘思薇 | 杜茜茜的高级助理。关谷短暂的女友，后在电话里分手                                                                                           |
| 闪电峡     | 单小纯 | 皮包公司“红彤彤演艺经纪公司”老板 |
| 张伟       | 李佳航 | 子乔在厕所遇到的,踏实,抠门,敷衍胡一菲的路人一名                                                                                            |
| 赵无量     | 胡朝政 | 陆展博的同事 |
| 馨儿       | 沈玥   | 本名小月，赵无量为奚落陆展博而雇来的冒牌女友                                                                                               |
| 小波       |        | 胡一菲的老同学，已离婚三年，其儿子却有半岁                                                                                                 |
| 劳拉       | 顾隽瑶 | 知名记者，国家地理杂志特邀作家，曾小贤的前女友                                                                                             |
| Ada        | 朱莲华 | 陆展博的同事 |
| 大仲马     | 李志良 | 吕子乔的干爹（实际上是他师傅），江湖老千，善于忽悠和推销商品，喜欢开空头支票                                                               |
| 伊丽莎白   |        | 俄罗斯女华侨，继承大笔遗产。喜欢大仲马 |
| 沈臨風     | 阿卡可 | 連鎖餐廳老闆，胡一菲的前男友 |
| 安妮       | 张佳莹 | 林宛瑜的好姐妹，曾一度是吕子乔的女友 |
| 阿泰       | 李帅   | 林宛瑜的初中同学，拳击冠军，经营一所连锁搏击健身俱乐部。林宛瑜的追求者之一                                                                 |
| 欧阳医生   | 谢晖   | 曾小贤的心理医生 |

### 职员表
| - 出品人：任仲伦、张家铭、杨玲玲 - 总监制：宫宇、张晓健、王艳萍 - 总发行：王培青、任维森 - 总编剧：汪远 - 制片人：汪远 - 导演：韦正 - 摄影指导：张力 - 美术指导：刑筑渊、周晶 - 监制：王正、吴燕 - 制片主任：石根宝 - 副导演：杨鹏、聂春申、贾宏 - 场记：李颖、夏园 - 统筹：杨鹏 | - 外联制片：吴志磊 - 现场制片：鲁正军 - 演员统筹：高才雅 - 摄影师：许黎庆 - 摄影助理：杨、金成煜、隆伟民、张开全 - 跟机员：夏岩、龚俊杰 - 剧照师：左一中 - 灯光师：杨义孝、张月光 - 造型设计：屠莹 - 服装师：徐赟华 - 配乐：顾伟光、王志斌 - 剪辑：周振英 - 视觉特效：杨德果 - 发行：上海电影（集团）公司 |

## 集數
| 總集數 | 集數 （季） | 標題             | 首播日期      |
| --- | ----------- | ---------------- | ------------- |
| 1 | 1           | 婚礼大乱斗       | 2009年8月5日  |
| 麻省理工大学计算机专业毕业的天才青年陆展博学成归国，被一家网络公司看中担任网络工程师。他在机场巧遇林氏企业出走的富家女林宛瑜，两人粗心大意，毫无社会经验，不知不觉中上了一辆开往郊区的巴士。展博本想去投奔自己同父异母的姐姐胡一菲，等停车了才发现已经迷失在人烟稀少的乡村公路边。胡一菲此时正在所住的公寓中筹备一场婚礼，却和另一位爱情公寓的住客，担任本次婚礼主持人的曾小贤，为了婚礼的执行方案发生了激烈矛盾。在一场“终生难忘”的婚礼之后，新人提议，将这家公寓命名为「爱情公寓」。 |             |                  |               |
| 2 | 2           | 特大丑闻         | 2009年8月5日  |
| 虽然子乔和美嘉顺利地骗过了大家，以情侣的名义入住了爱情公寓，但是陷入财政危机的他们依旧想再拉一个人进来住，好和他们分摊房租。就在这时，一个斯文的帅哥——漫画家关谷神奇走了进来。人生地不熟的关谷本来要找的是爱森酒店，走错才来到这里，却被子乔逮到了个好机会。由于语言障碍，外加子乔和美嘉的一顿猛忽悠，关谷阴差阳错地住进了爱情公寓。美嘉在帮关谷拿行李的时候，无意间发现了关谷皮箱里的《爱情三脚猫》画稿，酷爱漫画的美嘉顿时对关谷产生了浓厚的兴趣。                                   |             |                  |               |
| 3 | 3           | 将忧郁进行到底   | 2009年8月6日  |
| 一菲在垃圾桶内捡到一张写有奇怪诗句的字条，她将子乔最近的反常行为联系想起来，不禁心生忧虑。于是她查阅各种医学杂志和小贤认真分析子乔的行为，鉴定子乔患有因感情挫败导致的忧郁症！心怀歉意的一菲和小贤对子乔嘘寒问暖，为了蝇头小利，他将计就计继续扮演忧郁症患者。一菲决定带他去看心理医生，子乔在医生的办公室里意外发现了深藏小贤身上多年的秘密。纸包不住火，子乔假扮忧郁症事件最终大穿帮，众人很生气，后果很严重。                                                                       |             |                  |               |
| 4 | 4           | 风流报应         | 2009年8月6日  |
| 小贤光鲜整洁地出现，一身职业行头地配以满脸兴奋的表情，宣告了他即将踏入电视圈。进入电视圈是他历来的最大梦想。他从小道消息打听到一档电视新栏目在找主持人，而LISA榕是该节目的制片人，小贤在电台本欲和Lisa寒暄，虽遭Lisa冷嘲热讽，凭其三寸不烂之舌，最后Lisa还是给了小贤一个机会，详谈地点约在了爱情公寓。涉世未深的宛瑜意外正式成为一名百科全书销售员，虽然这个冷僻的销售工作并不被人所熟知。宛瑜立即在爱情公寓进行销售实战。                                                             |             |                  |               |
| 5 | 5           | 一见钟情水       | 2009年8月7日  |
| 最近一菲的网店生意极其不景气，为了挽回损失她捣腾了一种来自印度地区的人气香薰，名为一见钟情，指望借此小赚一笔。关谷的漫画《爱情三脚猫》得到了日本著名出版商的认可，他决定放慢生活的脚步，期望着能遇到一个心仪的女孩儿，开始一场浪漫的恋爱之旅。美嘉得知关谷的心愿后春心荡漾，从一菲要来了一见钟情水，秘密筹划着与关谷的浪漫约会，并以惨痛的代价和子乔协商各自的约会时间。 |             |                  |               |
| 6 | 6           | 一腿成名         | 2009年8月7日  |
| 子乔误打误撞在地铁上遇到了号称东南亚最大公司演艺经纪公司的星探。尽管闪姐怪异的谈吐和自以为幽默的行为让子乔坐立难安，然而在演艺圈这光环的诱惑下，子乔半推半就最终速度签订合同，带着一纸契约带着演员梦回到爱情公寓。关谷前来恭贺子乔签合同一事，顺道打听能否将关谷的作品推荐给名导，子乔应允，第二日便带关谷前去找闪姐。小贤对他的电话编辑朱迪拙劣的工作态度十分不满，恰逢宛瑜要找工作，小贤便借机放朱迪的大假，让宛瑜做起了他的电话编辑。                                               |             |                  |               |
| 7 | 7           | 异性吸引力       | 2009年8月8日  |
| 在常人看来，展博乃海龟高材生，仪表堂堂年轻有为，除了有点木头人的味道，基本上还是人品佳口碑好的男人，怎奈在感情这一栏上至今还保持硕大的零蛋记录。展博追女失败还频受打击日渐心灰意冷，一菲在酒吧找到一名小女演员，雇她去演出好戏假扮展博的追求者，以此拯救展博的自信心。万事俱备，只欠东风，谁想到一菲的如意算盘到最后还是落空了。 |             |                  |               |
| 8 | 8           | 神秘礼物         | 2009年8月8日  |
| 美嘉孜孜不倦地为关谷君贡献着热血，只是她的马虎粗心，总是将一片好心付之东流。有烫坏掉6条裤子的“前科”，关谷已是胆颤心惊。为分散美嘉的注意力，关谷买回一个神秘礼物，指望靠它阻止美嘉第二天跟班。为了防止美嘉发现这个“礼物”，他先将其藏在宛瑜那儿。不料，展博在一场慌乱中盒子出了意外，大家顿时乱了手脚。小贤为了电台收听率在单位夜以继日，展博一次与子乔短暂闲聊，进而挑起他对公司的韩国女孩强烈的爱情攻势，得知其姐一菲那里有两张东方神起的门票更是心如野马。                            |             |                  |               |
| 9 | 9           | 大堵车           | 2009年8月9日  |
| 在Lisa的力荐下，小贤终于如愿所偿成功闯进电视圈，还成为著名的电视访谈节目《如玉有约》的嘉宾，他租来一辆敞篷车准备拉风地开去电视台风光一把，展博当他的御用司机。正赶上刚被出租车司机在中环线上绕了13圈的关谷回来，惟愿去电视台路上不堵车。七人兵分两路，一同前往为小贤捧场。小贤等四人坐进了敞篷车，容光焕发的向电视台驶去。在一菲的怂恿下，展博巧施伎俩赛过一绿色JEEP，上演飙车大戏。                                                                                                   |             |                  |               |
| 10 | 10          | 赌神关谷         | 2009年8月9日  |
| 关谷的杰作出版成空头支票，加上与小雪分道扬镳，心情不好加之最近手头又是山穷水尽，房租成了心头大病。美嘉好心帮助，奈何关谷的大男子思想瞬间汹涌，立即回绝她的好意。美嘉鬼使神差地去找子乔协商共同帮助关谷。他们在打扑克时启用一套十分古怪的规则，毫不知情的关谷几回合下来，居然是荷包满满，这让子乔哑巴吃黄连有苦难道出。关谷以为自己如此好火候乃是天赐良机，得意地自诩“赌神”。扑克斗地主继续进行，不知他的好运是否能持续下去。                                                           |             |                  |               |
| 11 | 11          | 美丽小世界       | 2009年8月10日 |
| 小贤主持的电台节目满600期了，Lisa告诉他，将在600期之夜邀请一位女嘉宾前来与小贤共同主持节目。小贤回到家后，将此消息告诉大伙，大家纷纷致贺。这时，快递送来一个花篮，贺卡上的名字赫然写着：Lora。这让小贤犹如晴天霹雳，瞬间就震惊了。在宛瑜和一菲的追问下，小贤道出了与Lora的多年纠结情史，这个曾让他戴绿帽子的女人再次出现，让之心神不宁。还没来得及想出解脱办法，Lora已在爱情公寓附近等待。大家轮流为小贤做心理安抚，小贤发誓不会再像之前那样沉船。                                     |             |                  |               |
| 12 | 12          | 生死抉择         | 2009年8月10日 |
| 曾小贤从电台回来讲述后续与Lora约会的一切，他这艘铁达尼号不幸沉船，与旧情复燃成了意料之中的事实。阔别多年，Lora讲述了这些年的种种风光历史，小贤对Lora的故事只能汗颜，又割舍不了对她的痴迷与牵挂，还将之带回来过夜，第二日早餐时，Lora与小贤调情你侬我侬，大家容忍不了小贤如此“衰”样。游戏人间的Lora突然跪地向小贤求婚，彻底雷到众人。一菲担心情人节落单，于是找子乔和关谷两人商量各自做其后备人选，哪知两人都已与美嘉有了口头之约。                                                     |             |                  |               |
| 13 | 13          | 记忆碎片         | 2009年8月11日 |
| 错吻一菲后，曾小贤惊恐万分，托展博转给一菲一封道歉信，之后深感压力最后留下字条便神秘失踪。一个月后，展博从他的银行账单中找寻关于小贤的蛛丝马迹，让人诧异的是，查到他的行踪居然在越南，引得大家浮想联翩。三个月后，小贤回来了，并神不知鬼不觉地出现在酒吧中，这让整个爱情公寓的人都激动万分。小贤带大家到他的新住处团聚，讲述这三个月来的传奇经历。在得知一菲有了一个相当有钱男友后，胸中便涌起浓浓醋意。                                                                               |             |                  |               |
| 14 | 14          | 无聊的周末       | 2009年8月11日 |
| 在大家的召唤下，小贤重新搬进了爱情公寓。美嘉和关谷帮小贤搬东西，发现了一个奇怪的生物！这个长相怪异的生物以非常惊人速度生长，还在公寓里四处乱窜……子乔依旧成天泡妞，在酒吧，在网上找寻他的猎物。一菲假扮网友从中作梗让其扑了一个空。这个周末，一菲没去和沈公子约会，而是和宛瑜开展了蛋炒饭厨艺争霸赛，正在等女生电话的让展博被一菲抓来担当裁判，两个争强好胜的女人加一呆板的男人，一场好戏就此展开。                                                                                     |             |                  |               |
| 15 | 15          | 派对惊魂夜       | 2009年8月12日 |
| 展博认识的可爱女生Ada的派对就在今晚，子乔趁此机会邀请了许多美眉，他们将在家里举办一场盛大的狂欢派对。为了掩人耳目，子乔借社区老年业余艺术团表演把其他人都骗走。美嘉知道了Ada留给展博的语音邮件，和子乔死磨硬泡留下来参加派对，为了不让其他人识破，假装身体不适生病，这小伎俩被聪明的一菲看在眼里。一菲，展博，子乔同时生病，子乔的阴谋被当众揭穿，他道出了晚上派对一事，大家兴奋踊跃加入晚上的狂欢。Ada一行人准时到达爱情公寓。                                                        |             |                  |               |
| 16 | 16          | 大仲马           | 2009年8月12日 |
| 子乔的朋友弄丢了胡一菲的DV机，展博关谷等人都逃不了干系。子乔准备去DV遗失的游泳池找，刚换上夸张的泳装迎面而来的是他久违的四处游历回来的干爹——大仲马。父子相逢甚是欣喜，幽默的大仲马谈吐风趣，风度翩翩的他很快博得大家喜欢，子乔对此有些忧心忡忡。一菲回来质问DV的事情，大仲马也在场，为了弥补子乔造成的损失大方地开给了一菲一张两万元的支票，除去DV费用其他捐献给一菲所在的学校。 |             |                  |               |
| 17 | 17          | 长舌妇           | 2009年8月13日 |
| 一次与美嘉的闲聊中，宛瑜得知子乔有了新欢要与安妮分手。在宛瑜看来，安妮相当出色既聪明美丽，还深谙美容方面的心得，考虑到与安妮的友谊，宛瑜不得已提前告诉了安妮，安妮闻后悲痛欲绝，扬言要让子乔后悔。可谁知，第二天，子乔突然反悔了！由于小贤粗心大意，写错了面试时间，展博还没来得及生气，却迎来了更称心如意的工作机会。沈临风将到一菲家做客，为讨好男友，一菲向关谷寻求日本料理的制作方法，两人一顿忙活后美食便上桌。                                                                   |             |                  |               |
| 18 | 18          | 你是坏人         | 2009年8月13日 |
| 宛瑜深夜未归，展博在家苦等如热锅蚂蚁急得团团转，正在此时，美嘉在电梯口撞见宛瑜被人骚扰。展博英雄救美，却不料误伤了宛瑜的老同学阿泰，美嘉看不顺阿泰，担心他另有图谋，大家离开留下宛瑜阿泰叙旧。阿泰英俊帅气，这让展博醋意大发，他不愿一段情丝就此幻灭，不料再见阿泰时，其已昏迷在床，宛瑜神色慌乱。难道，阿泰真的不是好人？胡一菲苦练多日的话剧得到了大家的祝贺，唯独曾小贤赐其冷言冷语，让一菲甚感不爽。事后小贤在一夜之间自编自演互动剧《擎天柱之死》，邀请大伙前去观赏。             |             |                  |               |
| 19 | 19          | 情人节前奏曲     | 2009年8月14日 |
| 情人节即将到来，为追求宛瑜，展博绞尽脑汁问到宛瑜的喜好，为谋蝇头小利，子乔主动承担了展博的任务，并高价网购回一件精美的大衣。礼物盒送进了屋内，阴差阳错被美嘉看到，宛瑜猜测这是子乔为其准备的情人节礼物，一时间让美嘉感动万分。面对美嘉的款款柔情，子乔不忍心道出大衣来源的真相。展博临时改变礼物的主意，奈何美嘉已经私自改了大衣，木已成舟的事实让子乔左右为难。为了还展博买礼物的钱，子乔不得不想尽心思筹钱。                                                                         |             |                  |               |
| 20 | 20          | 谁动了我的情人节 | 2009年8月14日 |
| 子乔大倒过往情史，以身试法教展博追求女生的秘笈，展博木讷，结果不是想象中的那么美好，让宛瑜莫名其妙。展博情急下向宛瑜表白，宛瑜推诿今晚因工作原因要去香港，展博失望，两人因此不欢而散。小贤为灭火时的失误向一菲道歉，一菲并不买账。小区举办3VS3篮球赛，胡一菲二话不说强势地加入了男生的队伍。一菲赛后患重感冒，得到小贤悉心照顾。纵然两人平时针锋相对恶语相向，一种奇妙的气息在他俩之间产生。                                                                                           |             |                  |               |

## 花絮
《爱情公寓》第一季在江西卫视首播的版本因受到电视台播出时间的限制，因而每集大约有1至2分钟、全剧共约30分钟的片段被电视台剪去，被剪去的不乏一些精彩片段。后网络上开始出现“未删减”的完整版本，这个版本每集长约44-48分钟，为导演剪接的最终版本，电视台一些没有播出的片段在这里可以找到。
同时，电视台首播版本和完整版本在片头和片尾的处理也不同。从完整版本可以看到，该剧是先播出近2分钟的片段再带入主题曲片头；而电视台方面可能考虑了中国电视剧的播出习惯和广告商的要求，播出时先播放主题曲再进广告，然后才播出原本的2分钟片段，这就导致了电视台播出时出现了两次片头，不过电视台已经把第二个片头虚化成几秒的过渡片段。而在片尾，电视台版本也因播出时间限制仅播出只有40秒的片尾，内容也只有主演、临时演员的名字以及赞助商、支持机构的标识；而从完整版本中可以看到实际片尾为2分钟，有完整的演职员表，同时片尾有两种不同的背景音，还有在电视台播映中看不到的7位主角的小段哑剧。

## 名词解释
- 《你的月亮我的心》：剧中曾小贤主持的电台节目，节目名称改自邓丽君名曲“月亮代表我的心”
- 《如玉有约》：剧中Lisa榕制作的一档由陈如玉主持的电视节目，影射凤凰卫视陈鲁豫的节目《鲁豫有约》
- 《装男人》杂志：剧中曾小贤订阅的杂志，取材自《男人装》杂志
- 《还猪格格》：影射琼瑶作品《还珠格格》，其中剧中的“小鸭子”和“四阿哥”影射《还珠格格》主角小燕子和五阿哥
- 范宝宝：剧中盗窃曾小贤信用卡并盗刷其信用卡的惯犯，影射在2008年四川地震中不顾学生安危独自逃出教室的教师“范跑跑”范美忠